# Brezik Našički
Brezik Našički is een plaats in de gemeente Našice in de Kroatische provincie Osijek-Baranja. De plaats telt 397 inwoners (2001).